# Почта Ватикана
«Почта Ватикана» (итал. Poste vaticane) — ватиканская государственная компания, оператор ватиканской государственной почтовой сети. Член Всемирного почтового союза.

## История
Через два дня после основания современного государства Ватикан в результате заключения 11 февраля 1929 года Латеранских соглашений между Италией и Святым Престолом с помощью итальянского правительства была учреждена почтовая служба Ватикана. 1 июня того же года Ватикан стал членом Всемирного почтового союза. 29 июля между Ватиканом и Италией был заключён почтовый договор о доставке почты через Рим, вступивший в силу 1 августа 1929 года.

## Отделения

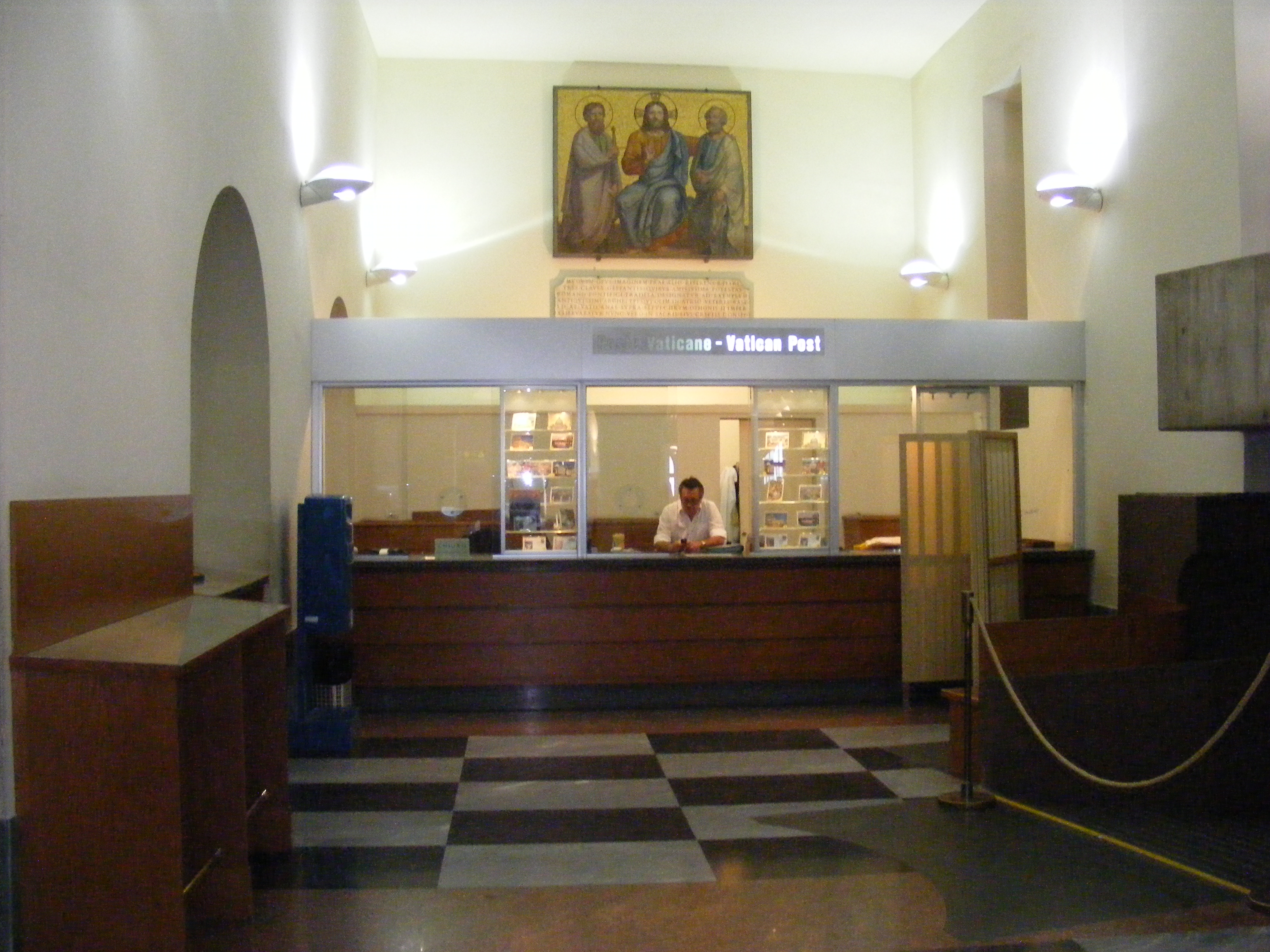
Отделение почты Ватикана в Ватиканском музее

У почты Ватикана имеются четыре почтовых отделения: на пл. Святого Петра, в Ватиканском музее, у собора святого Иоанна и у церкви святого Павла.
Один из действующих почтовых ящиков для сбора писем расположен на крыше собора Святого Петра.